# Aphis pseudovalerianae
Aphis pseudovalerianae är en insektsart som beskrevs av David D. Gillette och Palmer 1932. Aphis pseudovalerianae ingår i släktet Aphis och familjen långrörsbladlöss. Inga underarter finns listade i Catalogue of Life.